# Juicio político a Francisco Sagasti

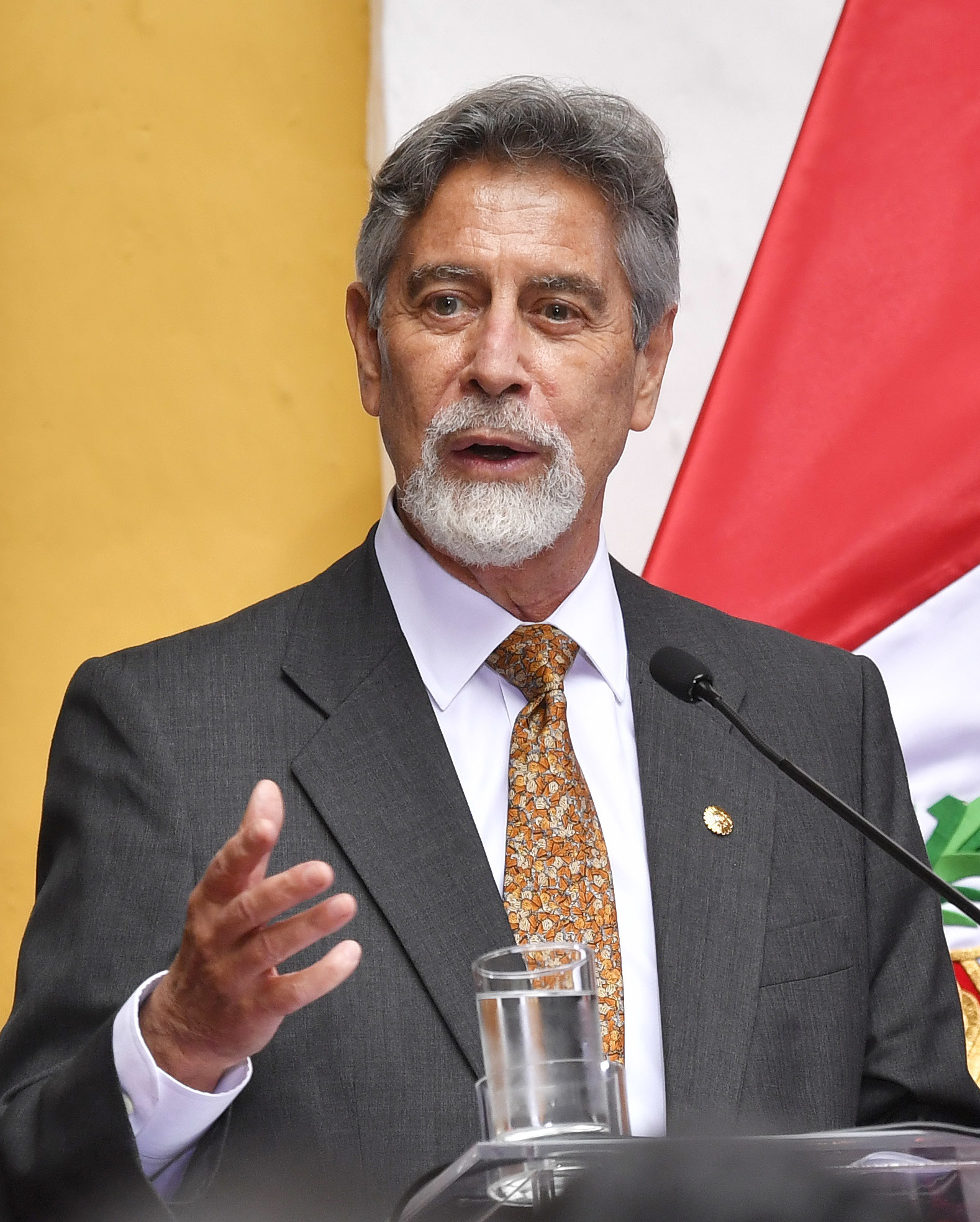
Francisco Sagasti en 2020

El juicio político a Francisco Sagasti es un procedimiento parlamentario seguido por el Congreso de la República por presuntas infracciones a la Constitución Política cometidas por el expresidente de la República Francisco Sagasti por el cambio, considerado irregular, de los altos mandos de la Policía Nacional del Perú (PNP).

## Antecedentes
El 23 de noviembre del 2020, el entonces presidente, Francisco Sagasti, mediante mensaje a la nación, anunció la designación del general PNP César Cervantes Cárdenas como nuevo comandante general de la PNP, en reemplazo del general Orlando Velasco. La decisión de nombrar un nuevo comandante general se tomó en base a las muertes en las protestas contra Manuel Merino y las irregularidades en la administración de recursos durante la pandemia de Covid-19. Además, se anunció la formación de una Comisión de Bases para realizar reformas dentro de la institución policial, estando dicha comisión al mando de Rubén Vargas, ministro del interior. La elección de Cervantes provino por recomendación de Vargas, debido a que éste lo conocía desde que Cervantes era jefe de la Unidad de Búsquedas de la Dirección de Inteligencia del Ministerio del Interior (DIGIMIN) por lo que era de su confianza. Por ende, para designar a Cervantes para el puesto, se procedió al pase al retiro de 3 tenientes generales y 16 generales de la policía.
Al ser anunciada la designación de Cervantes, los generales Velasco, Jorge Lam y Herly Rojas presentaron su renuncia ante Sagasti. Velasco argumentó que Cervantes "ocupa el [puesto] número 18 en el escalafón de oficiales generales, con lo cual su nombramiento contravendría lo establecido en el artículo 8 del decreto legislativo 1267, artículo 7 del Decreto 026-2017 IN". El 26 de noviembre, un grupo de ex comandantes de la policía publicaron un pronunciamiento en donde pedían la investigación de la designación de Cervantes debido a que consideraron dicha decisión como una "lesión a la institucionalidad". Al día siguiente, 27, un grupo de exministros del interior publicaron un pronunciamiento en el que señalaban que "el actual comandante general no contaba con la antigüedad suficiente para ser designado en el cargo por el presidente Francisco Sagasti, quien - consideramos- ha sido inducido a un grave error a partir de una interpretación sesgada de la norma”. Vargas, por su parte, declaró que Cervantes había sido designado según lo dispuesto en la constitución y las leyes respectivas. El expresidente Martín Vizcarra, mientras tanto, declaró que "no estoy de acuerdo [con el nombramiento de Cervantes], le soy absolutamente sincero. Sí, 14 [ex] ministros no están de acuerdo, es que no es legal la decisión que se ha tomado. Se tiene que respetar la institucionalidad, no quisiera darle una indicación al presidente en su forma de actuar, pero definitivamente las normas son claras".

## Desarrollo
El 10 de enero del 2023, el congresista José Cueto, de Renovación Popular, presentó la Denuncia Constitucional 369 contra Sagasti por el pase a retiro de los generales. Según Cueto, Sagasti habría infringido los artículos 45, 139, 168 y 172 de la constitución, además de cometer el delito de abuso de autoridad al violar el decreto legislativo 1267; sustentando Cueto su proceder mediante los artículos 99 y 100 de la constitución. Junto a Sagasti, Cueto incluyó a los exministros Vargas y José Elice. Finalmente, Cueto solicitó la inhabilitación por 10 años a los denunciados. El 11 de octubre del mismo año, la Comisión Permanente del congreso otorgó 15 días a la Subcomisión de Acusaciones Constitucionales (SAC) para investigar la denuncia presentada contra Sagasti.
El 15 de mayo del 2024, la SAC dio inicio a la sesión sobre las denuncias constitucionales 285, 287 y 369 (acumulados) contra Sagasti, Vargas y Elice. Cueto y el abogado Aníbal Quiroga León participaron en la audiencia en calidad de denunciantes. Por el otro lado, Vargas y Elice se presentaron a la sesión, a diferencia de Sagasti, quien no acudió y envió a Elice como su abogado. Tras escucharse los alegatos, se acordó invitar a la audiencia en calidad de testigos a los generales involucrados en el pase a retiro.
El 24 de julio, la SAC realizó una audiencia sobre las denuncias constitucionales.
El 26 de noviembre, la SAC aprobó el informe final de las denuncias constitucionales contra Sagasti. El informe fue sustentado por el congresista Jorge Montoya, de Honor y Democracia, y fue aprobado por 15 votos a favor, 1 en contra y 1 en abstención, recomendándose la inhabilitación de los denunciados. Tras aprobarse, el informe fue enviado a la Comisión Permanente del Congreso para su debate y aprobación.
El 19 de febrero del 2025, la Comisión Permanente aprobó, por mayoría, el informe. La votación fue de 18 a favor, 4 en contra y 2 abstenciones. Sobre la inhabilitación por 10 años, 22 votaron a favor, 3 en contra y no se registraron abstenciones. Sagasti se presentó ante el congreso junto a sus abogados Carlos Rivera y José Ugaz para sustentar su defensa; sin embargo, tuvo un incidente, a la salida, con un reportero al que le dijo: "Silencio. Respéteme usted a mí". Tras la aprobación en la Comisión Permanente, el caso pasó para ser votado en el Pleno del Congreso.
En la tarde del 30 de abril de 2025 con un cuorum de 78 de los 130 congresistas de la república presentes en el plenario del parlamento solo votaron a favor de la inhabilitación del expresidente 61 (mayoría simple) de los 66 (mayoría absoluta) parlamentarios necesarios para aprobar la inhabilitación, por lo que el pedido de inhabilitación de Sagasti fue archivado mientras que, con los mismos votos en mayoría simple que no pudieron aprobar la inhabilitación se aprobó la apertura de una denuncia constitucional que fue remitida por el Congreso a la Fiscalía de la República.